# Saint-Hilaire-sur-Benaize
Saint-Hilaire-sur-Benaize és un municipi francès, situat al departament de l'Indre i a la regió de Centre – Vall del Loira. L'any 2007 tenia 351 habitants.

## Demografia

### Població
El 2007 la població de fet de Saint-Hilaire-sur-Benaize era de 351 persones. Hi havia 140 famílies, de les quals 36 eren unipersonals (20 homes vivint sols i 16 dones vivint soles), 48 parelles sense fills, 40 parelles amb fills i 16 famílies monoparentals amb fills.
La població ha evolucionat segons el següent gràfic:
Habitants censats

### Habitatges
El 2007 hi havia 257 habitatges, 142 eren l'habitatge principal de la família, 70 eren segones residències i 45 estaven desocupats. 249 eren cases i 5 eren apartaments. Dels 142 habitatges principals, 100 estaven ocupats pels seus propietaris, 36 estaven llogats i ocupats pels llogaters i 6 estaven cedits a títol gratuït; 4 tenien una cambra, 10 en tenien dues, 30 en tenien tres, 42 en tenien quatre i 56 en tenien cinc o més. 89 habitatges disposaven pel capbaix d'una plaça de pàrquing. A 72 habitatges hi havia un automòbil i a 60 n'hi havia dos o més.

### Piràmide de població
La piràmide de població per edats i sexe el 2009 era:
| Homes | Edats   | Dones |
| ----- | ------- | ----- |
| 0     | 95 o +  | 0     |
| 0     | 90 a 94 | 4     |
| 8     | 85 a 89 | 4     |
| 0     | 80 a 84 | 4     |
| 8     | 75 a 79 | 16    |
| 12    | 70 a 74 | 4     |
| 8     | 65 a 69 | 12    |
| 0     | 60 a 64 | 4     |
| 8     | 55 a 59 | 4     |
| 12    | 50 a 54 | 12    |
| 12    | 45 a 49 | 12    |
| 12    | 40 a 44 | 8     |
| 8     | 35 a 39 | 8     |
| 12    | 30 a 34 | 4     |
| 8     | 25 a 29 | 12    |
| 8     | 20 a 24 | 4     |
| 16    | 15 a 19 | 8     |
| 16    | 10 a 14 | 8     |
| 4     | 5 a 9   | 8     |
| 4     | 0 a 4   | 0     |

## Economia
El 2007 la població en edat de treballar era de 223 persones, 164 eren actives i 59 eren inactives. De les 164 persones actives 148 estaven ocupades (93 homes i 55 dones) i 16 estaven aturades (9 homes i 7 dones). De les 59 persones inactives 23 estaven jubilades, 11 estaven estudiant i 25 estaven classificades com a «altres inactius».

### Ingressos
El 2009 a Saint-Hilaire-sur-Benaize hi havia 141 unitats fiscals que integraven 354 persones, la mediana anual d'ingressos fiscals per persona era de 14.471 €.

### Activitats econòmiques
Dels 13 establiments que hi havia el 2007, 2 eren d'empreses de fabricació d'altres productes industrials, 1 d'una empresa de construcció, 1 d'una empresa d'hostatgeria i restauració, 1 d'una empresa d'informació i comunicació, 1 d'una empresa financera, 2 d'empreses immobiliàries, 4 d'empreses de serveis i 1 d'una empresa classificada com a «altres activitats de serveis».
Dels 4 establiments de servei als particulars que hi havia el 2009, 2 eren tallers de reparació d'automòbils i de material agrícola, 1 paleta i 1 restaurant.
L'any 2000 a Saint-Hilaire-sur-Benaize hi havia 27 explotacions agrícoles que ocupaven un total de 2.360 hectàrees.

## Poblacions més properes
El següent diagrama mostra les poblacions més properes.